# Positive Vibrations
| Оценки критиков | Оценки критиков |
| Источник        | Оценка          |
| --------------- | --------------- |
| Allmusic        | [ 1 ]           |

Positive Vibrations — восьмой студийный альбом британской блюз-рок-группы Ten Years After, выпущенный в 1974 году. Пластинка достигла 81 места в американском чарте Billboard 200. Вскоре после выхода этого альбома группа прекратила своё существование.

## Список композиций
Автор всех песен — Элвин Ли, за исключением отмеченной.

### Сторона 1
1. «Nowhere to Run» — 4:02
2. «Positive Vibrations» — 4:20
3. «Stone Me» — 4:57
4. «Without You» — 4:00
5. «Going Back to Birmingham» (Литл Ричард) — 2:39

### Сторона 2
1. «It’s Getting Harder» — 4:24
2. «You’re Driving Me Crazy» — 2:26
3. «Look into My Life» — 4:18
4. «Look Me Straight into the Eyes» — 6:20
5. «I Wanted to Boogie» — 3:36

## Позиция в чартах
| Страна   | Позиция в чартах |
| -------- | ---------------- |
| Норвегия | 18               |
| Канада   | 78               |
| США      | 81               |

## Участники записи
- Элвин Ли — гитара, вокал, губная гармоника
- Лео Лайонс[англ.] — бас-гитара
- Рик Ли[англ.] — ударные
- Чик Черчилл[англ.] — орган